# Vitorlázás az 1924. évi nyári olimpiai játékokon
Az 1924. évi nyári olimpiai játékokon a vitorlázásban három számot bonyolítottak le.

## Éremtáblázat
(A rendező ország csapata eltérő háttérszínnel, az egyes számoszlopok legmagasabb értéke, vagy értékei vastagítással kiemelve.)
| Az 1924. évi nyári olimpiai játékok éremtáblázata vitorlázásban | Az 1924. évi nyári olimpiai játékok éremtáblázata vitorlázásban | Az 1924. évi nyári olimpiai játékok éremtáblázata vitorlázásban | Az 1924. évi nyári olimpiai játékok éremtáblázata vitorlázásban | Az 1924. évi nyári olimpiai játékok éremtáblázata vitorlázásban | Olimpia  |
| --------------------------------------------------------------- | --------------------------------------------------------------- | --------------------------------------------------------------- | --------------------------------------------------------------- | --------------------------------------------------------------- | -------- |
|                                                                 | Ország                                                          | Arany                                                           | Ezüst                                                           | Bronz                                                           | Összesen |
| 1.                                                              | Norvégia (NOR)                                                  | 2                                                               | 1                                                               | 0                                                               | 3        |
| 2.                                                              | Belgium (BEL)                                                   | 1                                                               | 0                                                               | 0                                                               | 1        |
|                                                                 |                                                                 |                                                                 |                                                                 |                                                                 |          |
| 3.                                                              | Dánia (DEN)                                                     | 0                                                               | 1                                                               | 0                                                               | 1        |
| 3.                                                              | Nagy-Britannia (GBR)                                            | 0                                                               | 1                                                               | 0                                                               | 0        |
|                                                                 |                                                                 |                                                                 |                                                                 |                                                                 |          |
| 5.                                                              | Finnország (FIN)                                                | 0                                                               | 0                                                               | 1                                                               | 1        |
| 5.                                                              | Franciaország (FRA)                                             | 0                                                               | 0                                                               | 1                                                               | 1        |
| 5.                                                              | Hollandia (NED)                                                 | 0                                                               | 0                                                               | 1                                                               | 1        |
|                                                                 |                                                                 |                                                                 |                                                                 |                                                                 |          |
| Összesen                                                        | Összesen                                                        | 3                                                               | 3                                                               | 3                                                               | 9        |

## Érmesek
| Az 1924. évi nyári olimpiai játékok érmesei vitorlázásban | | | |
| Versenyszám                                               | Arany | Ezüst                                                                                                   | Bronz |
| Finn dingi                                                | Léon Huybrechts · Belgium (BEL)                                                                           | Henrik Robert · Norvégia (NOR)                                                                          | Hans Dittmar · Finnország (FIN)                                                                                       |
| 6 méter                                                   | Norvégia (NOR) · Elisabeth · Eugen Lunde · Christopher Dahl · Anders Lundgren                             | Dánia (DEN) · Bonzo · Knud Degn · Christian Nielsen · Vilhelm Vett                                      | Hollandia (NED) · Willem Six · Johan Carp · Anthonij Guépin · Jan Vreede                                              |
| 8 méter                                                   | Norvégia (NOR) · Bera · Rick Bockelie · Harald Hagen · Ingar Nielsen · Carl Ringvold · Carl Ringvold, Jr. | Nagy-Britannia (GBR) · Emily · Edwin Jacob · Thomas Riggs · Walter Riggs · Ernest Roney · Harold Fowler | Franciaország (FRA) · Namoussa · Louis Bréguet · Pierre Gauthier · Robert Girardet · André Guerrier · Georges Mollard |